# 난 좀 놀 줄 아는걸
〈난 좀 놀 줄 아는걸〉은 대한민국 가수 이비아(타이미)의 세 번째 싱글이다.

## 뮤직비디오
Project SH(이신혁)의 감독하에 그의 모교에서 촬영됐으며, 타이미(전 이비아)는 출연하지 않는다.

## 수록곡
- 전체 작사: 삼박자, 이비아, 전체 작곡 · 편곡: 삼박자

1. 난 좀 놀 줄 아는걸 (Feat. 이수정)
2. 난 좀 놀 줄 아는걸 (Inst.)